# オロチュ
オロチュ（モンゴル語: Орочу шигүш Oroču sigüsi、中国語: 阿羅出少師、生没年不詳）は、15世紀後半における北元の部族長の一人。現在のオルドス地方に拠ってしばしば明朝へ侵攻した。漢文史料では阿老出、阿羅出少師、斡羅出少師、小石(＝少師/sigüsi)と表記される。歴史書によってはダヤン・ハーンの母方の祖父ともされる。

## 概要

### ボライへの臣従/オルドス地方への進出(1458-1465)
オロチュ(阿羅出)の名は天順2年(1458年)8月より現れ、当時モンゴリア最大の勢力であったハラチン部のボライとともに明朝の甘粛方面に侵攻している。また、2年後の天順4年(1460年)にはボライや東方の有力者モーリハイとともに再び明朝の甘粛方面に侵攻し、明軍と干戈を交えている。
天順5年及び7年(1461年・1463年)にはオロチュは「タイシ(太師)」と称したボライとマルコルギス・ハーンによって使者として明朝に派遣され、オロチュは明朝に「ボライ配下の大頭目(孛来下大頭目)」として知られるに至った。

### 第一次オルドス追放/モーリハイ・オンとの抗争(1466-1469)
成化元年(1465年)、ボライ・タイシがモーリハイによって殺されるとオロチュはその勢力を引き継ぎ、モーラン・ハーンを擁立したモーリハイに一時従った。成化2年(1466年)頃のモーリハイ、オロチュ、モーラン・ハーンの連合勢力は8,9万騎に達したという。
しかし同年冬には早くも三者の連合は瓦解し、モーリハイ・オンはオロチュが明朝に出兵している隙を突いてオロチュの本拠地を襲撃し、成化3年(1467年)までにはオルドス地方からオロチュの勢力を追い出してしまった。
オロチュの追放と同時にモーラン・ハーンの弑逆も果たしたモーリハイ・オンは明朝に使者を派遣して通好を求めようとしたが、明朝はモーリハイが漠北(現モンゴル国方面)にオロチュ、オイラト部のオシュ・テムルといった強力な敵対勢力を抱えていることを把握しており、モーリハイの要求に応えなかった。
果たして成化4年(1468年)、モーリハイはホルチン部のボルナイによって殺されたものの、ボルナイにもハーンを擁立するだけの実力がなく、以後モンゴルは約10年間にわたってハーン空位時代を送ることとなった。モーリハイを打倒したボルナイの勢力は大凡3つの勢力に分裂したものの、それとは別にオロチュは南下して大同附近に現れ、モーリハイの死によって統率者のいなくなったモンゴル南部を遊牧地とした。この時オロチュは朶顔衛都督のトゴチと行動を共にしており、その勢力は1万騎であった。

### オルドス復帰(1469-1471)
成化5年-6年(1469年-1470年)頃よりオロチュはかつて追放されたオルドス地方に帰還し、オルドス地方を拠点して明朝への侵攻を繰り返すようになった。一方、オルドス地方内では漢人出身で「開原王」と称する有力者と明朝に対する方針を巡って対立し、北方にはオイラト部のオシュ・テムルという強力な敵を抱えるなど、オロチュの境遇は安定したものではなかった。後に開原王把哈孛羅はオロチュとの対立を解消できず、明朝に投降することとなった。
1470年秋には1万余りの軍勢を擁して南下し、明朝に侵攻したが明軍の迎撃に遭って大敗した。この時、オロチュもまた流れ矢に当たって負傷したという。この敗戦を受けてか、翌月には明朝に使者を派遣して捕虜を返還し悔恨の意思を伝えたいと伝えている。
1470年末、モンゴル高原北方に居住していたボルフ・ジノンは南下して筏を作って黄河を渡り、オルドス地方のオロチュの勢力と合流した。この時オロチュは自らの娘シキル・ハトンをボルフ・ジノンに娶せたと推測されている。

### 第二次オルドス追放/ベグ＝アルスラン・タイシとの抗争(1471-1472)
ボルフ・ジノンと同時期に、コムル方面出身のヨンシエブの首長、ベグ＝アルスラン・タイシもまたオルドス地方に移住していた。当初、オロチュとベグ＝アルスラン、ボルフ・ジノンは協力関係にあったもののやがて対立するようになり、ボルフ・ジノンがモンケ丞相とオロチュを殺そうとしたため、これを知ったオロチュはオルドス地方を離れざるを得なくなった。
成化7年(1471年)冬にはベグ＝アルスラン・タイシはオルドス地方を掌握し、かつてのオロチュと同様に黄河の凍結を待って明朝に侵攻するようになった。一方、オロチュの勢力の残党もまたオルドス地方の外で健在であり、涼州より明朝へ侵攻していた。
成化8年(1472年)中、ベグ＝アルスラン・タイシは元オロチュの配下を併合していったが、オロチュ自身は未だオルドス地方の外でベグ＝アルスラン・タイシへの復讐を窺っていた。同年末まではベグ＝アルスラン・タイシがオロチュの攻撃を警戒していたという記録が残っており、オロチュは存命していたものと見られるが、これ以後のオロチュの動向は不明である。

## モンゴル年代記における記述
モンゴル年代記の一つ、『蒙古源流』ではオイラトのゴルン・ミンガンのオキデイ大夫、モンゴルのハラチンのボライ太師、サルトールのバヤンタイ・メルゲン、フンギラトのエセレイ大夫らの手によってエセン・ハーンの下より逃れたボルフ・ジノンが道中で「ウルートのオロチュ少師(Uruγd-un Oroču sigüsi)」と出会い、そこでオロチュ少師の娘のシキル・ハトゥンを娶ったことが記されている。ボルフ・ジノンとシキル・ハトゥンの間にはバトゥ・モンケ(ダヤン・ハーン)が生まれ、バトゥ・モンケはマンドフイ・ハトゥンと「ジャライルのフトゥク少師」の娘のスミル・ハトゥンを娶ったという。しかし、『アルタン・トプチ』を始めとする他の年代記ではバトゥ・モンケの母親(シキル・ハトゥン)と側室(スミル・ハトゥン)の父親について多くの異同があり、両者を逆にする記述、どちらも同一人物とする記述などが存在する。